# Покрова Пресвятої Богородиці
Покро́ва Пресвято́ї Богоро́диці — християнське і народне свято, яке відзначається східними церквами візантійського обряду 1 жовтня, зокрема ПЦУ та УГКЦ, а деякими православними церквами (зокрема, УПЦ МП) та деякими орієнтальними православними церквами — 1 (14) жовтня.
З 1999 року свято Покрови в Україні відзначається як День Українського козацтва. Традиційно вважається, що на Покрову у 1942 році було утворено Українську повстанську армію, тому 14 жовтня (у ХХ столітті 1 жовтня за юліанським календарем відповідало 14 жовтня за григоріанським календарем) святкується як день УПА, проте деякі історики схильні вважати, що дата утворення є суперечливою.
З 2014 року указом Президента України Петра Порошенка на свято Покрови призначено День захисників і захисниць України.

## Богородиця як захисницяКонстантинополя

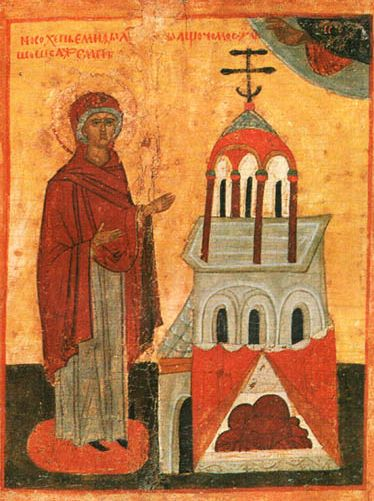
Покладення ризи Богородиці до Влахернської церкви

### V—VII сторіччя
Риза Богородиці, як одна з християнських святинь з часів імператора Лева I Великого (V століття) зберігали у Влахернській церкві Константинополя біля затоки Золотий Ріг.
Влітку 626 року до міста підступило військо аварів, в складі якого були підкорені ними тюркські і слов'янські племена. Протилежний берег Босфора в цей час зайняли перси — тож столиця Візантійської імперії опинилася в блокаді. Оскільки з суходолу місто було добре захищене, аварський каган наказав слов'янам на човнах атакувати його з боку Золотого Рогу — в тому місці, де мури підходили до затоки впритул. Нападникам вдалося висадитися на берег і відтіснити оборонців до Влахернської церкви, але там вони потрапили у пастку і були майже всі перебиті — після чого каган вирішив зняти облогу.
Місцеві мешканці були впевнені, що врятувала їх риза Богородиці, що знаходилася у церкві. Під враженням від цієї події Георгій Пісідасклав невдовзі перший акафіст Божій Матері.
За рішенням шостого вселенського собору була відкрита усипальниця Богородиці і знайдені в ній пояс та омофор також перенесли до Влахернської церкви.

### VIII сторіччя. Видіння Андрія Блаженного

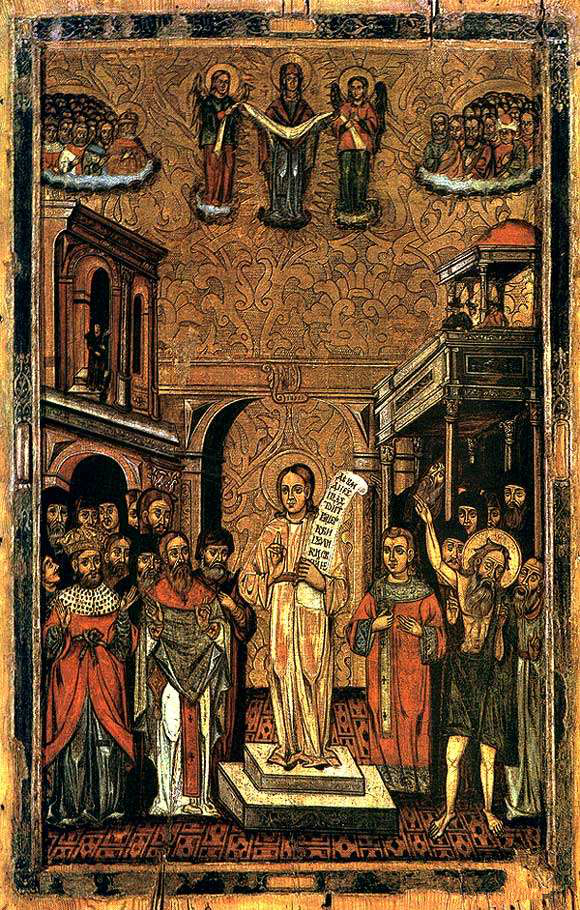
Ікона Покрови Богородиці із зображенням Романа Солодкоспівця та Андрія Блаженного

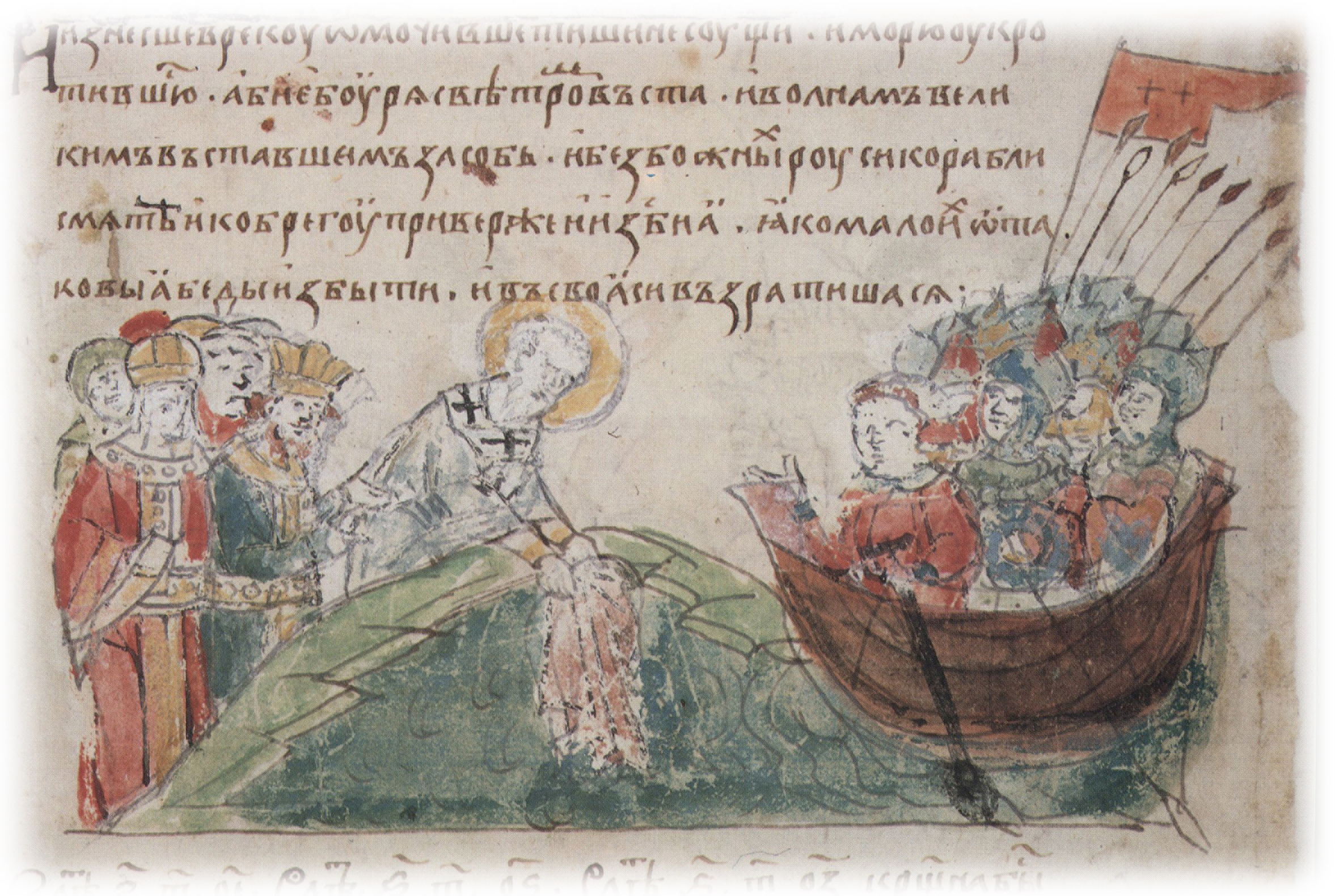
Патріарх Фотій із ризою Богородиці біля Золотого Рогу

У 717 році Константинополь взяли в облогу араби. Пам'ятаючи про історію з порятунком від аварів і слов'ян мещканці міста зібралися у Влахернскій церкві на молебень. Місто і цього разу було врятовано. Араби, за даними джерел відступили від міста 15 серпня 718 року — в день свята Успіння Діви Марії. Більша частина їхнього флоту загинула у бурі, яка несподівано здійнялася у морі — константинопольці вважали її наслідком втручання Божій Матері.
За переказами під час молебню у Влахернській церкві святого Андрія Блаженного сталося видіння. Він побачив Богородицю в сонмі янголів і святих, яка молилася за мешканців міста, а після молитви зняла свій омофор та накрила ним присутніх у храмі. За однією з версій легенди, вороги після цього вже не могли побачити цих людей.
Дмитро Туптало повідомляє такі подробиці про чудесне явлення:
Коли св. Андрій з Епіфанієм споглядали це дивовижне видіння, Богоматір молилася тривалий час, обливаючи сльозами Своє Боговидне і Пречисте обличчя. Закінчивши тут молитву, підійшла до престолу, молилася й тут за прихожан. Закінчивши молитву, зняла із Себе блискуче на зразок блискавки — велике і страшне покривало, яке носила на Пречистій голові Своїй, й, тримаючи його з великою урочистістю Своїми Пречистими руками, розпростерла над усіма молільниками. Здивовані ці мужі досить довгий час дивилися на це розпростерте над народом покривало, та сяючу на зразок блискавки славу Господню. Й доки була там Пресвята Богородиця, видно було покривало; а коли відійшла Вона, зробилося й воно невидиме. Але взявши його з собою, Вона залишила благодать бувшим там.— Димитрій Ростовський, «1 жовтня, Слово на Покров Пресвятої Богородиці», Житія святих
Щоправда, із часом, коли жив Андрій Блаженний, є розбіжності. Житіє святого називає його сучасником Лева І Великого, серед дослідників популярної є також версія Х століття — правління імператора Лева VI Мудрого. Але за життя обох цих володарів не було жодної великої облоги Константинополя, згаданої у місцевих джерелах. Натомість облога 717—718 років припадає на правління їхнього тезки — Лева III Ісавра.
Житіє не називає конкретної дати, коли сталося диво, згадуючи лише, що видіння трапилося о четвертій годині ночі. Ймовірно, що дата була встановлена згодом за аналогією — оскільки 1 жовтня традиційно відзначали день пам'яті Романа Солодкоспівця, святого, який жив на межі V та VI століть, служив у тій самій Влахернській церкві та був автором численних гімнів Богородиці — завдяки дивовижному втручанню якої, за легендою, і отримав неймовірний за красою голос (зображення Романа Солодкоспівця можна побачити й на багатьох «покровських» іконах).

### IX—X сторіччя
У червні 860 року Константинополь пережив напад русів. За літописами їх очолював київський князь Аскольд. Грецькі джерела не згадують ані імені князя, ані Київ як відправну точку його походу.
Патріарх Фотій, якому добре були відомі попередні дива, здійснені Богородицею, вирішив обійти з її ризою та іконою межі столиці, а за деяким даними вмочив їх у водах Золотого Рогу. Нападники відступили і цього разу, обмежившись грабунком околиць міста та викуп який їм сплатили мешканці Константинополя. За свідченням Фотія вже невдовзі після того, як руси залишили Візантію в спокої, вони охрестилися. Ймовірно, прийняття християнства було умовою угоди, укладеної за літописними даними через 7 років після походу — у 867 році.
Руські літописи згадують також похід проти Константинополя князя Олега — за правління Лева VI. Це дає підстави деяким автором вважати, що події описані в житії Андрія Блаженного стосуються саме цієї облоги міста — невідомої з грецьких джерел. Перекази взагалі схильні об'єднувати події трьох (або чотирьох) різних облог візантійської столиці. Так, в описі нападу аварів іноді згадують русів, так само поширеною є розповідь, що в 860 році флот русів теж знищила буря (як це сталося з арабами у 718 році), яка піднялася після того, як риза Божої Матері торкнулася води. Проте патріарх Фотій, який тримав у цей час ризу в руках, про таке диво не згадував, для нього дивом був вже сам порятунок столиці від варварів.

## Історія вшанування свята

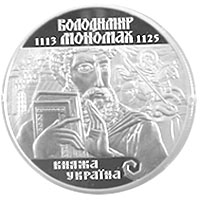
Володимир Мономах на сучасній українській монеті

### Давня Русь
Свідчень про існування якогось особливого дня для вшанування саме покрови Богородиці у Константинополі в тогочасних грецьких джерелах не зберіглося. Перша згадка про його існування у Візантії і пізніше запозичення руською церквою належить Пахомію Логофету (XV сторіччя). Так само нема згадок про вшанування цього дня на Русі за часів Володимира Великого та Ярослава Мудрого, хоча культ Богородиці набув широкого поширення на Русі вже за їхніх часів.
Онук Ярослава Володимир Мономах був автором молитви, в якій кілька разів згадана саме Покрова Богородиці. Це дає підстави стверджувати, що вшанування Покрова набуло поширення саме за його правління і цілком можливо було запроваджене окреме свято Покрови.
Поширеною також — насамперед в російській літературі — є версія запровадження церковного свята на честь Покрови Богородиці Андрієм Боголюбським що таким чином прагнув утвердити самостійний культ для Залісся — без згоди Київського митрополита та на знак об'єднання північних князівств навколо Владимира на Клязьмі. Ікона, написана з цього приводу, зображала Богородицю з обрусом на тлі церкви та над мирянами у молитві.
Водночас на Русі — в сучасних українських землях — вшанування Покрови поширювалося з XII століття без жодного зв'язку із Заліссям та його володарями.

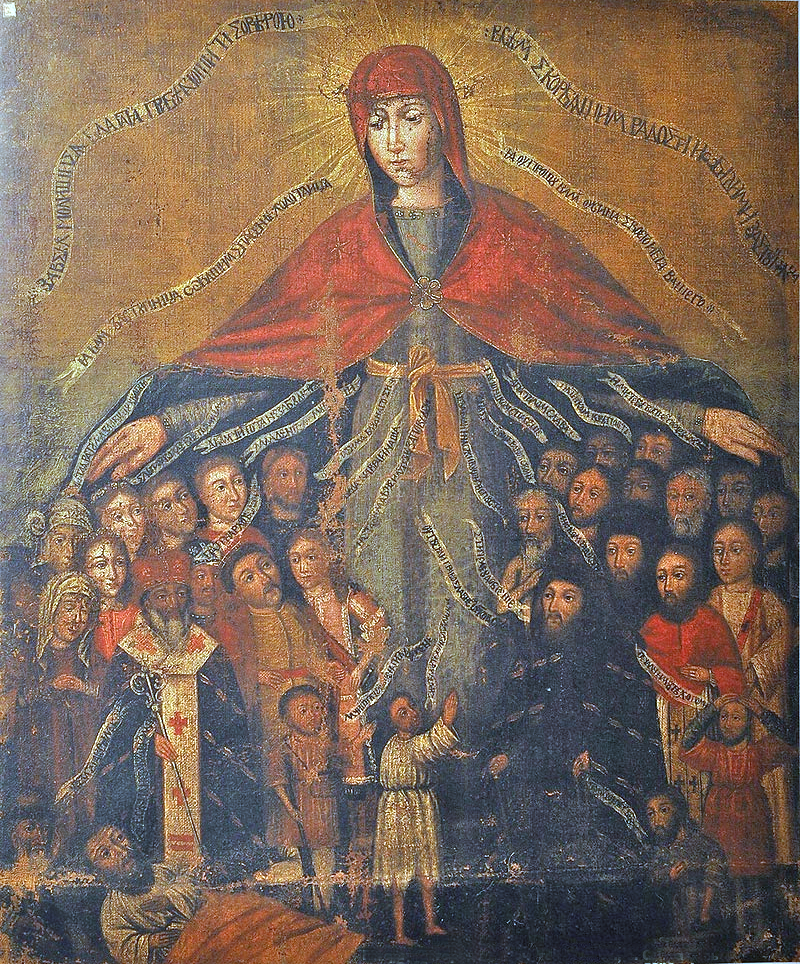
Козацька ікона Покрови з Старої Солі на Старосамбірщині

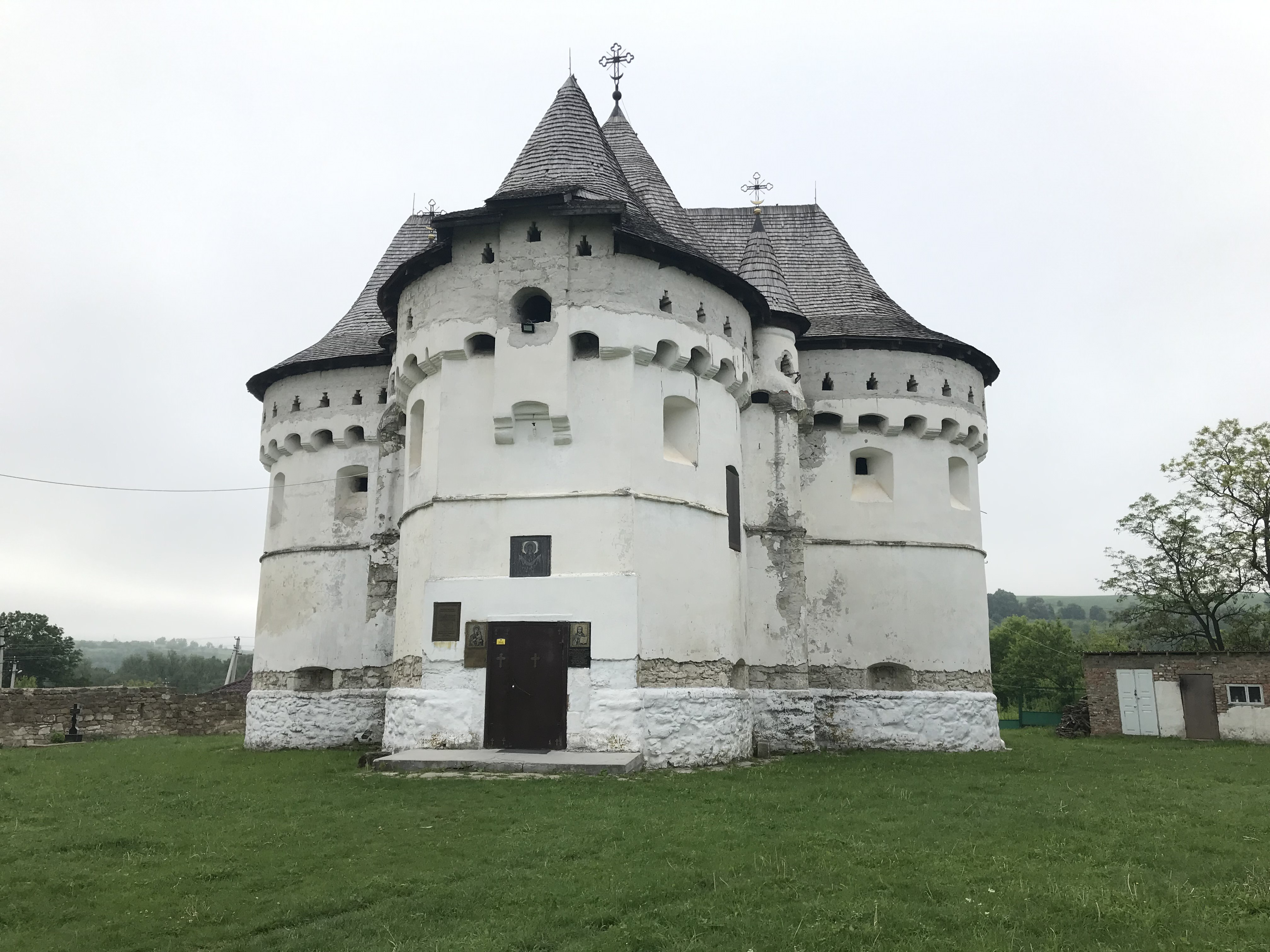
Покровська церква в селі Сутківці на Хмельниччині, 1467

В Україні найстарішою церквою, яка присвячена святу Покрова, є Покровська церква в селі Сутківці Хмельницької області, зведена у 1467 р. як фортеця.

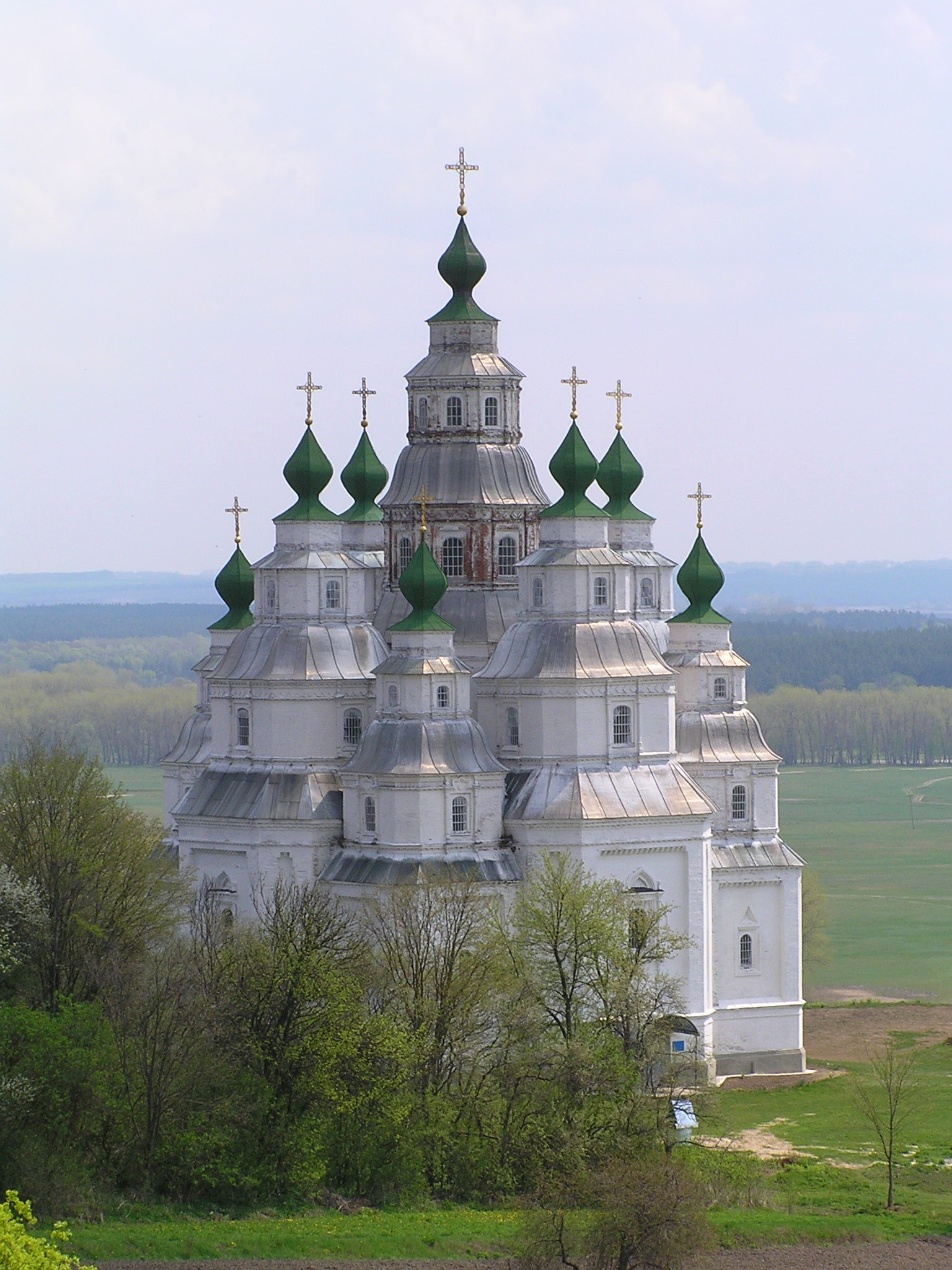
Покровська церква у с. Плішивець на Полтавщині

### Козацька доба
Покрова Пресвятої Богородиці була одним з найголовніших свят запорозьких козаків, котрі будували багато однойменних храмів та шанували особливо ікони Покрови. Деякі Покровські храми, переважно 18 століття, вціліли до нашого часу. Перлиною української архітектури можуть вважатися Покровський собор Харкова, зведений у 1689 р., у стилі козацького бароко, та київська трибанна церква Покрови на Подолі, що зведена у 1766 році видатним Григоровичем-Барським.

### Народні звичаї
Загальновідомою ознакою Покрови є те, що вона покриває землю або листям, або снігом.
Згідно з переказами та легендами, саме на Покрову запорізькі козаки вирушали на зимівлю по своїх хуторах та зимівниках. На Січі залишалася тільки стала залога із січовиків, які нічого, крім власної зброї не мали, та інших козаків, що за різними причинами залишалися у своїх куренях. А оскільки в ті часи основним календарем були церковні празники (свята) — то і маємо козацьке свято на Покрову.
До Покрови завершувався період сватань і приготування до весіль, який починався після Першої Пречистої (Успіння Пресвятої Богородиці, 15 серпня).
До початку жовтня закінчуються усі найважливіші сільські роботи на землі (в тому числі сівба озимих) — завершено хліборобський цикл робіт. Зібраний урожай (достаток) та більш-менш вільний час дають можливість для проведення весіль. Це найблагодатніша пора для весільних гулянь, початку вечорниць. Звідси беруть свій початок весільні осінні тижні. Згодом, під впливом християнства, виникла традиція, що дівчата, котрі бажали взяти шлюб саме цього року, мали побувати на святі Покрови у церкві і помолитися: «Свята Покрівонько, покрий мені голівоньку», «Мати-Покрівонько, покрий Матір сиру Землю і мене молоду», «Свята мати, Покровонько, накрий мою головоньку, хоч ганчіркою, аби не зостатися дівкою». Це свято — покровитель весіль, початок сезону на сватання та весілля, які закінчувались за два тижні до Пилипівського посту.
А на Поділлі дівчата казали: «Свята мати, Покровонько, завинь мою головоньку, чи в шматку чи в онучу — най ся дівкою не мучу!»
Існувала навіть прикмета: якщо на Покрову сніг — буде багато весіль.

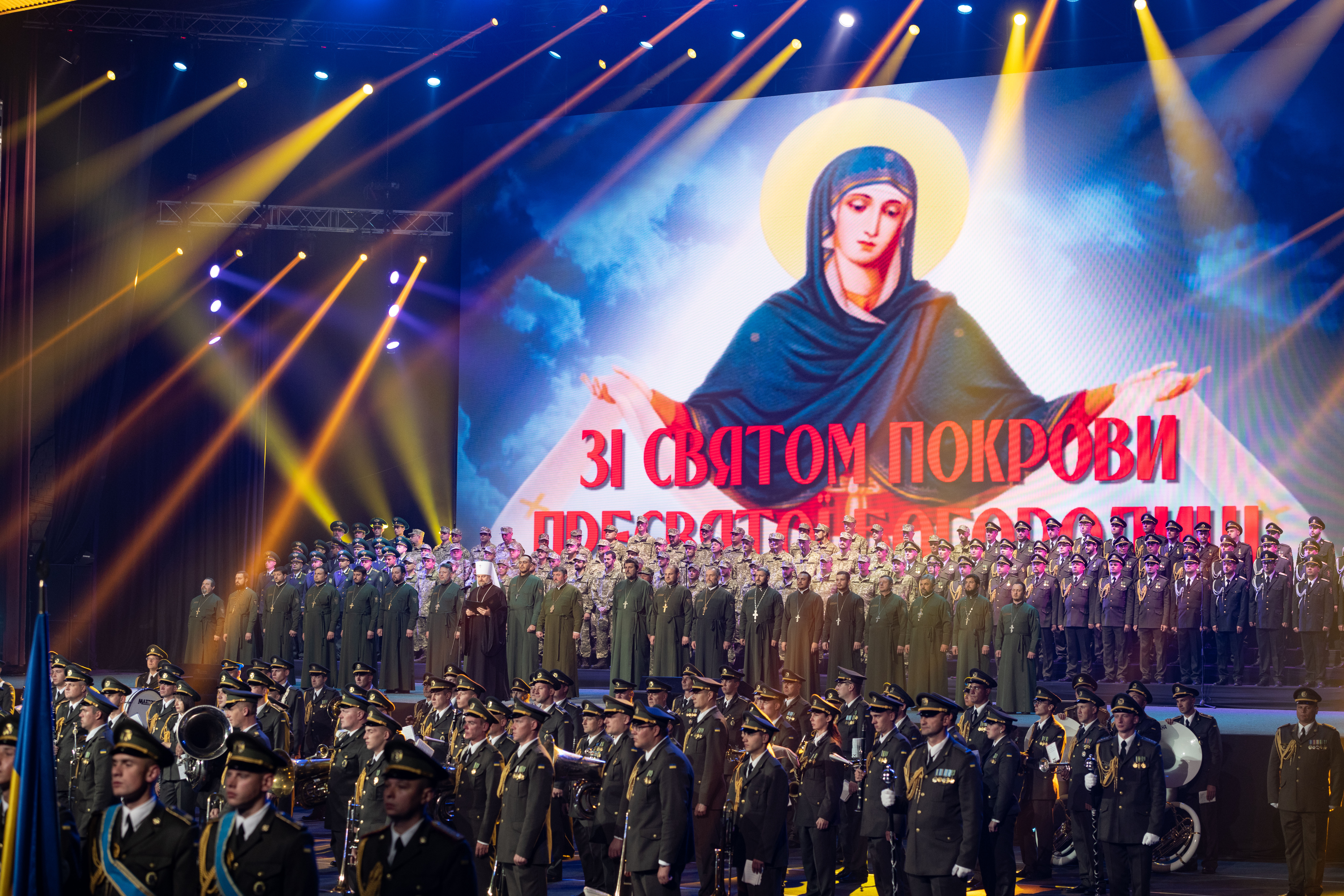
Святкування Покрови 2018

Сніг дає привід порівнювати сніговий покрив з весільним покривалом, а оскільки в цей час свідомо призначене і свято Пресвятої Богородиці, то ці порівняння поширюються і на неї.
У багатьох народів, зокрема і у слов'ян, покривало (фата) вважалося важливою весільною оздобою, взагалі слугувало ознакою одруженої жінки. За описами арабського письменника XII ст. свідчиться, що якщо комусь подобалась дівчина, то він накидав їй на голову покривало і вона мусила стати його дружиною (хоча, можливо, це була пропозиція до шлюбу). Та і зараз весільна фата широко представлена у весільному обряді.
Як відомо, після одруження дівчина була вже молодицею і мала покривати голову наміткою чи хусткою. Намітка — це стародавнє вбрання одружених жінок, яке зав'язували навколо голови. Вже після сватання нареченій покривали голову хусткою. Для дівчат Покрова — найбільше свято: у молоді починався сезон вечорниць, а у господарів — період весіль, і юнаки залюбки брали участь у весільних обрядах.

### XX—XXI сторіччя
Свято Покрови Пресвятої Богородиці вважається днем створення Української повстанської армії (УПА). Цього дня починаючи з 2005 року в містах України відбуваються хода та мітинги прихильників українського націоналізму.
У жовтні 2014 року Володимир В'ятрович, директор Українського інституту національної пам'яті, запропонував, замість Дня захисника Вітчизни, відзначати День захисника України саме на Свято Покрови, мотивуючи це історичною традицією вшанування українського війська цього дня.
14 жовтня 2014 року Президент України Петро Порошенко з метою вшанування традицій та на підтримку ініціативи громадськості скасував відзначення Дня захисника Вітчизни і встановив свято День захисника України, яке відзначатиметься щорічно 14 жовтня.

### Вшанування ікони Богородиці— покровительки українського війська

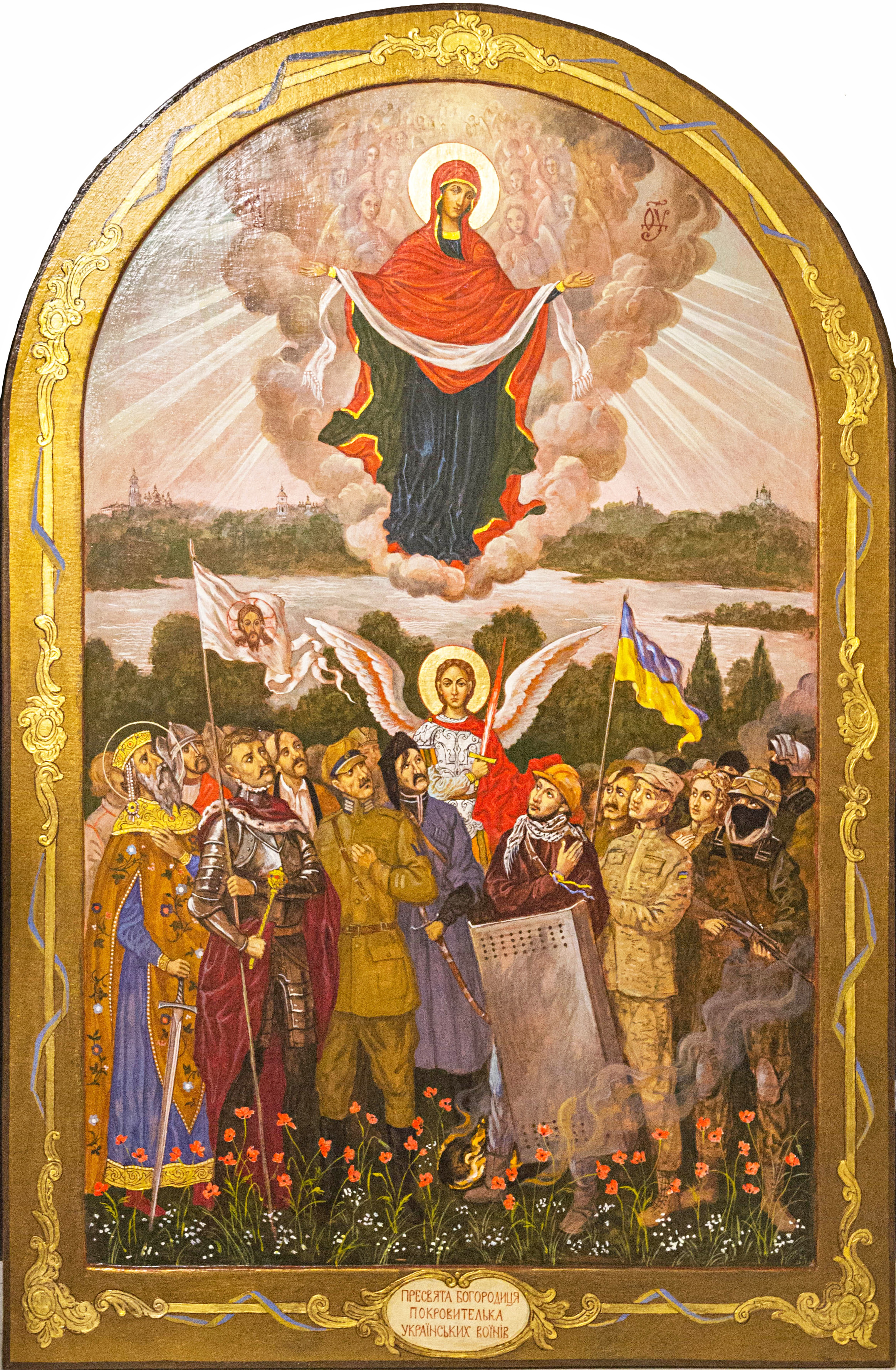
Богородиця — покровителька українських воїнів освячена Митрополитом Епіфанієм у 2017 році. На іконі зображені українські воїни різних епох, зокрема Святий Рівноапостольний Князь Володимир Великий, руський воїн, Гетьман України Іван Мазепа в похідних військових латах, січові козаки, старшини Армії УНР в одностроях Третьої «Залізної» дивізії, козак Полку Чорних запорожців, воїни Української Галицької Армії, Української Повстанської Армії, боєць «Самооборони Майдану», вояки добровольчих батальйонів, сучасні українські воїни АТО, які зібралися навколо постаті небесного покровителя українського воїнства Архистратига Божого Михаїла.
Копії ікони знаходяться у Церкві святого Миколая «Пам'яті жертв Чорнобиля».

26 липня 2017 року в Михайлівському Золотоверхому монастирі у Києві Митрополит Переяслав-Хмельницький і Білоцерківський Епіфаній та Голова Синодального управління військового духовенства митрополит Іоан (Яременко) освятили ікону Пресвятої Богородиці — покровительки українських воїнів. На іконі зображення Божої Матері, яка тримає в руках омофор і ним покриває українських воїнів. Ідея створення такої ікони виникла ще в 2014 році. Її автор художник-іконописець Юрій Нікітін мав на меті створити сучасний символ захисту для кожного військового, хто зараз воює із загарбником.
У Хресній ході 28 липня 2017 року в День Хрещення Руси-України ікона покрови зайняла одне із головних місць, як головна українська православна військова святиня. Пізніше ця ікона була доправлена військовими священиками у зону АТО, для духовних потреб військовослужбовців.
Синодальне управління військового духовенства у грудні 2019 року разом із БФ «Корона князів Острозьких» започаткувало всеукраїнську акцію: «Воїни під покровом Богородиці». В рамках цієї акції 8 грудня поблизу передових позицій 72-ї окремої механізованої бригади імені Чорних Запорожців голова СУВД митрополит Іоан (Яременко) разом з Надзвичайним і Повноважним Послом Литовської Республіки в Україні Марюсом Януконісом та головою Благодійного фонду «Корона князів Острозьких» Робертасом Габуласом передали в дар командиру 72 омбр ікону Пресвятої Богородиці — Покровительки українських воїнів. На церемонії передачі ікони був присутній перший заступник голови СУВД протоієрей Тарас Мельник, капелан бригади Микола Новацький, протоієрей Андрій Шпунт та автор ікони Покрови художник-іконописець Юрій Нікітін. 27 грудня митрополит Іоан (Яременко) подарував 14 ОМБр ікону Богородиці Покрова Воїнська. 21 лютого митрополит Іоан відвідав Кам'янець-Подільський військовий гарнізон де разом із митрополитом Антонієм (Махотою) та капеланами звершив молитву за військо українське та вручив ікону Покрови Воїнської..
11 січня 2020 року Блаженнійший Митрополит Епіфаній разом з капеланами освятив ікони «Покрови воїнської» для військовослужбовців. Тоді ікони покрови отримали полковник Дмитро Братішко, а також Командир 30-ї окремої механізованої бригади імені князя Костянтина Острозького полковник Іван Гараз.
У липні 2020 року ПЦУ передала у головний штаб ООС ікону Покрови «воїнської».

## Видатні храми на честь Покрови

### Україна
- Волинська область:
  - Церква Покрови Пресвятої Богородиці у Луцьку;
- Київ:
  - Покровська церква на Подолі;
  - Покровська церква на Солом'янці;
  - Покровський монастир на Лук'янівці;
- Київська область:
  - Покровська церква у селі Нові Петрівці Вишгородського району;
  - Покровська церква у селі Сулимівка Бориспільського району;
- Кіровоградська область:
  - Церква Покрови Пресвятої Богородиці у Кропивницькому;
- Крим:
  - Покровський собор у Севастополі;
- Львівська область:
  - Церква Покрови Пресвятої Богородиці у Львові — колишній Костел Матері Божої Остробрамської;
  - старовинна бойківська дерев'яна Церква Святої Покрови у місті Турка Львівської області — знищена більшовиками у 1953 році;
- Полтавська область:
  - Покровська церква у с. Плішивець.
- Рівненська область:
  - Покровський собор у Рівному;
- Сумська область:
  - Покровський собор у Охтирці
- Тернопільська область:
  - дерев'яна Церква Святої Покрови в селі Медин Підволочиського району Тернопільської області;
- Чернігівська область:
  - дерев'яна Церква Святої Покрови у місті Сосниця Сосницького району Чернігівської області — збудована 1742 р., ремонтувалася у ХІХ ст., єдина з шести храмів Сосниці, що зберігся до ХХІ ст, розібрана (фактично зруйнована) 2010 р.
  - Покровська Церква у селі Антонівка Прилуцького району Чернігівської області збудована у 1912 р., пам'ятка архітектури.

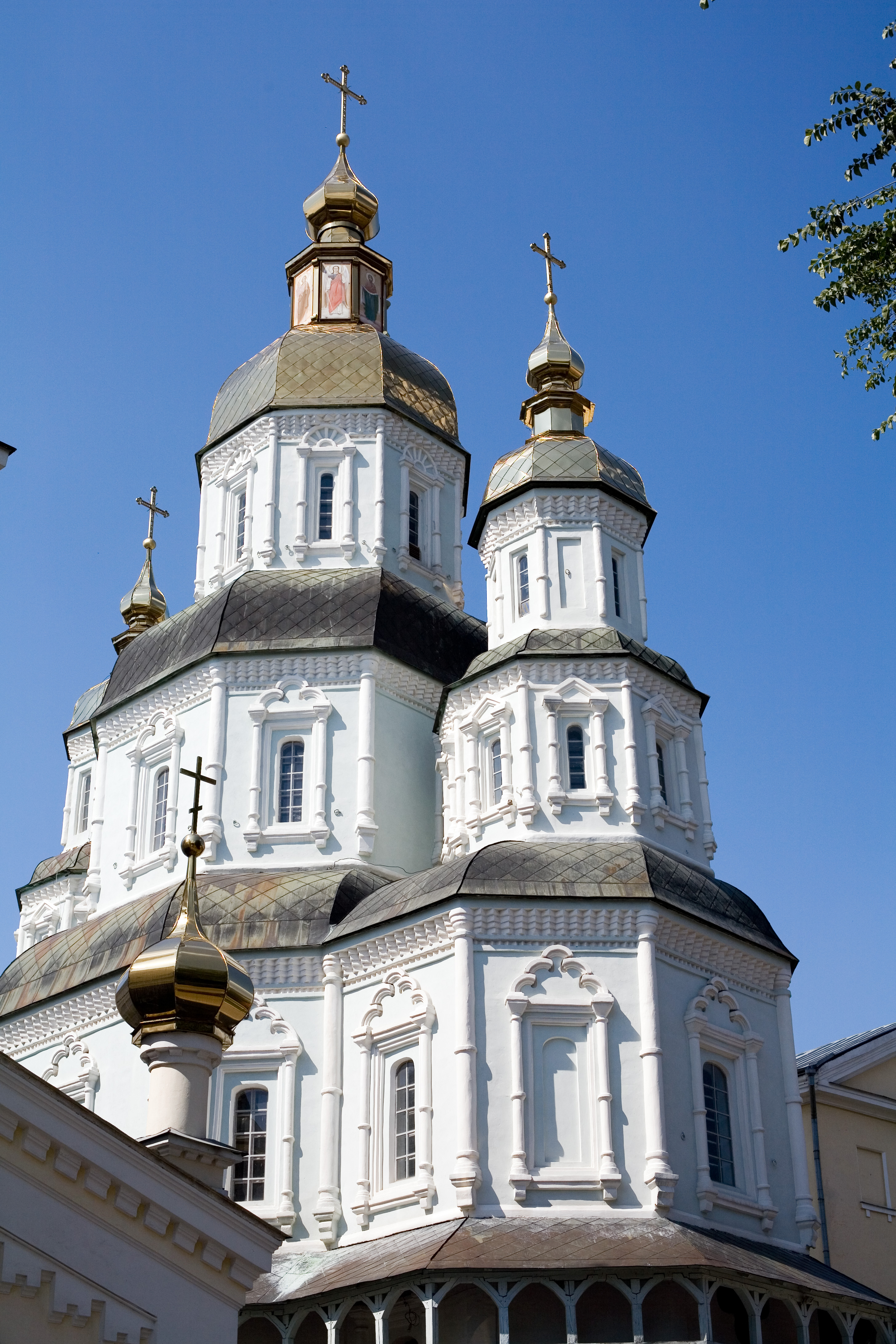
Покровський собор у Харкові
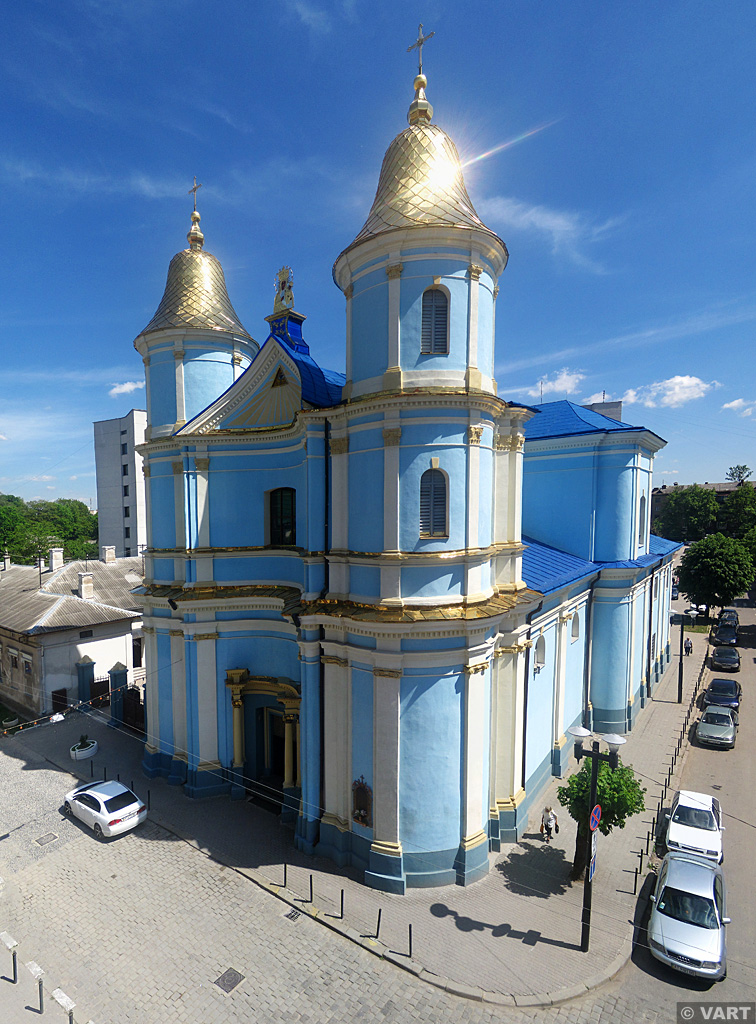
Покровський кафедральний собор в Івано-Франківську
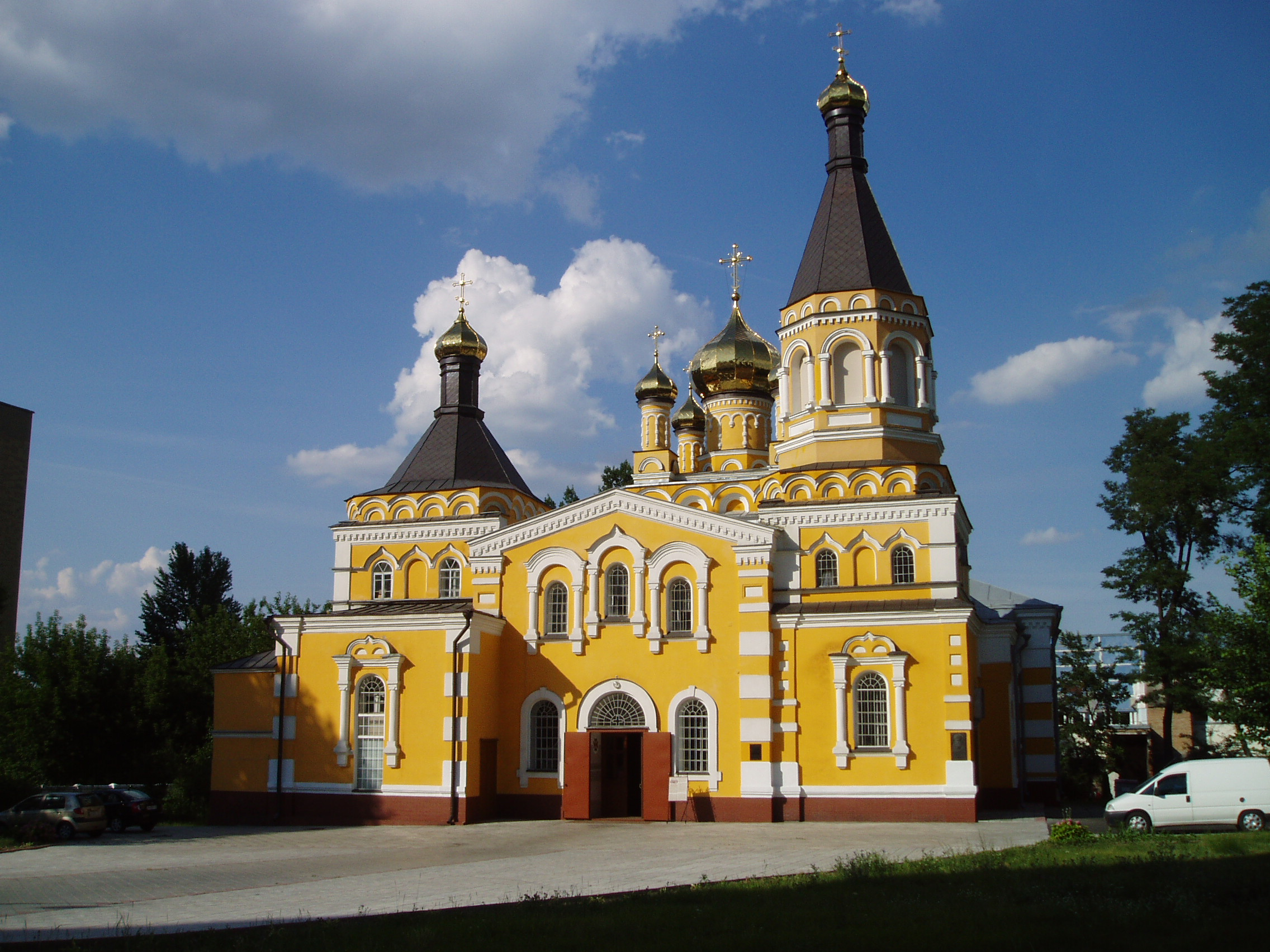
Покровська церква на Солом'янці у Києві
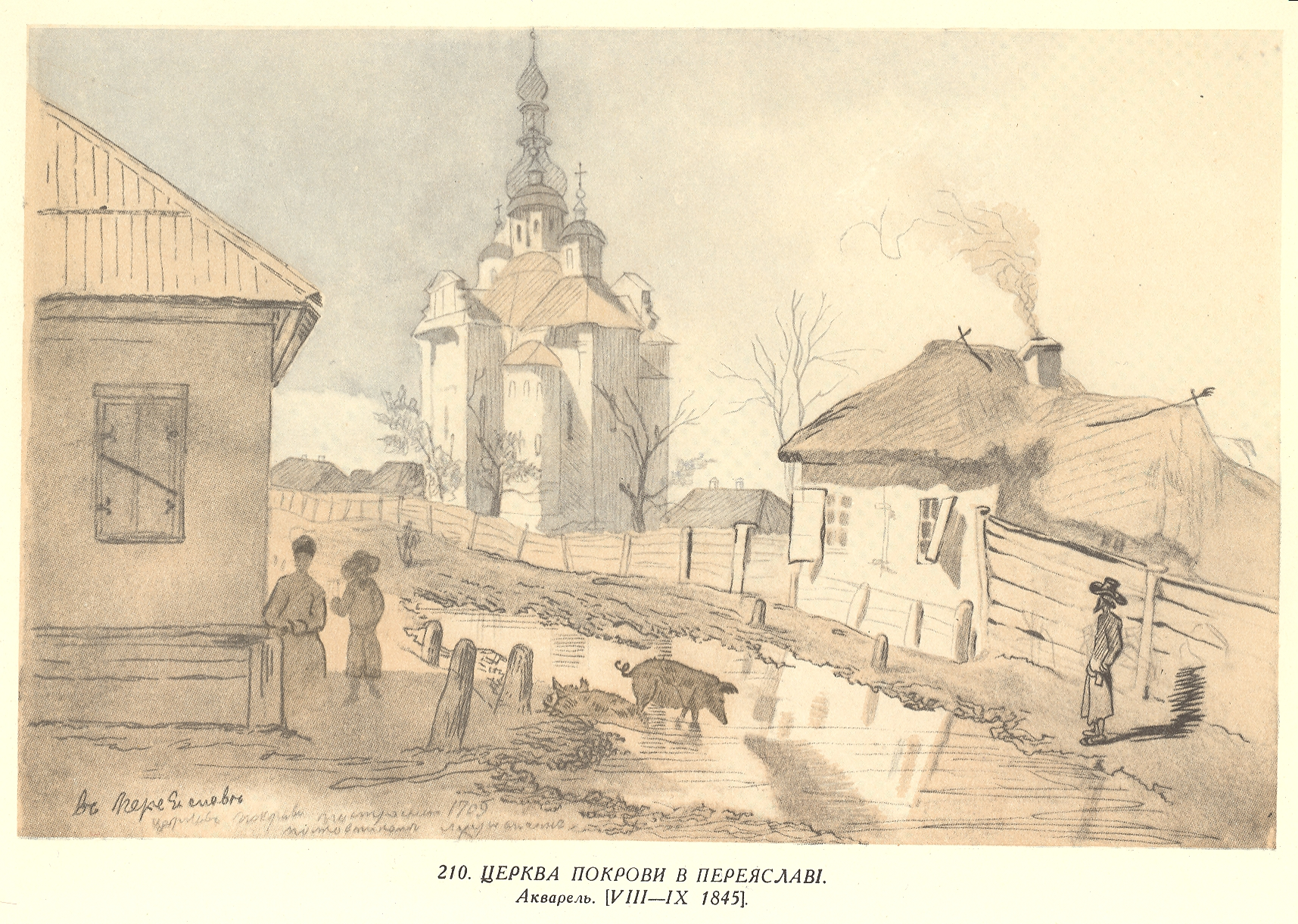
Церква Покрови в Переяславі на картині Тараса Шевченка, 1830-1847
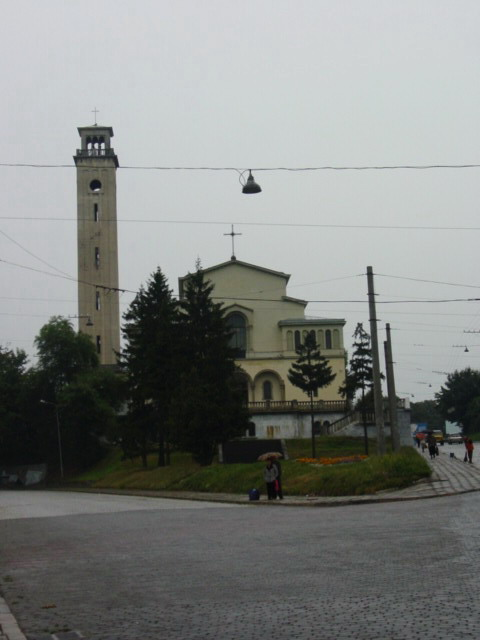
Церква Покрови у Львові
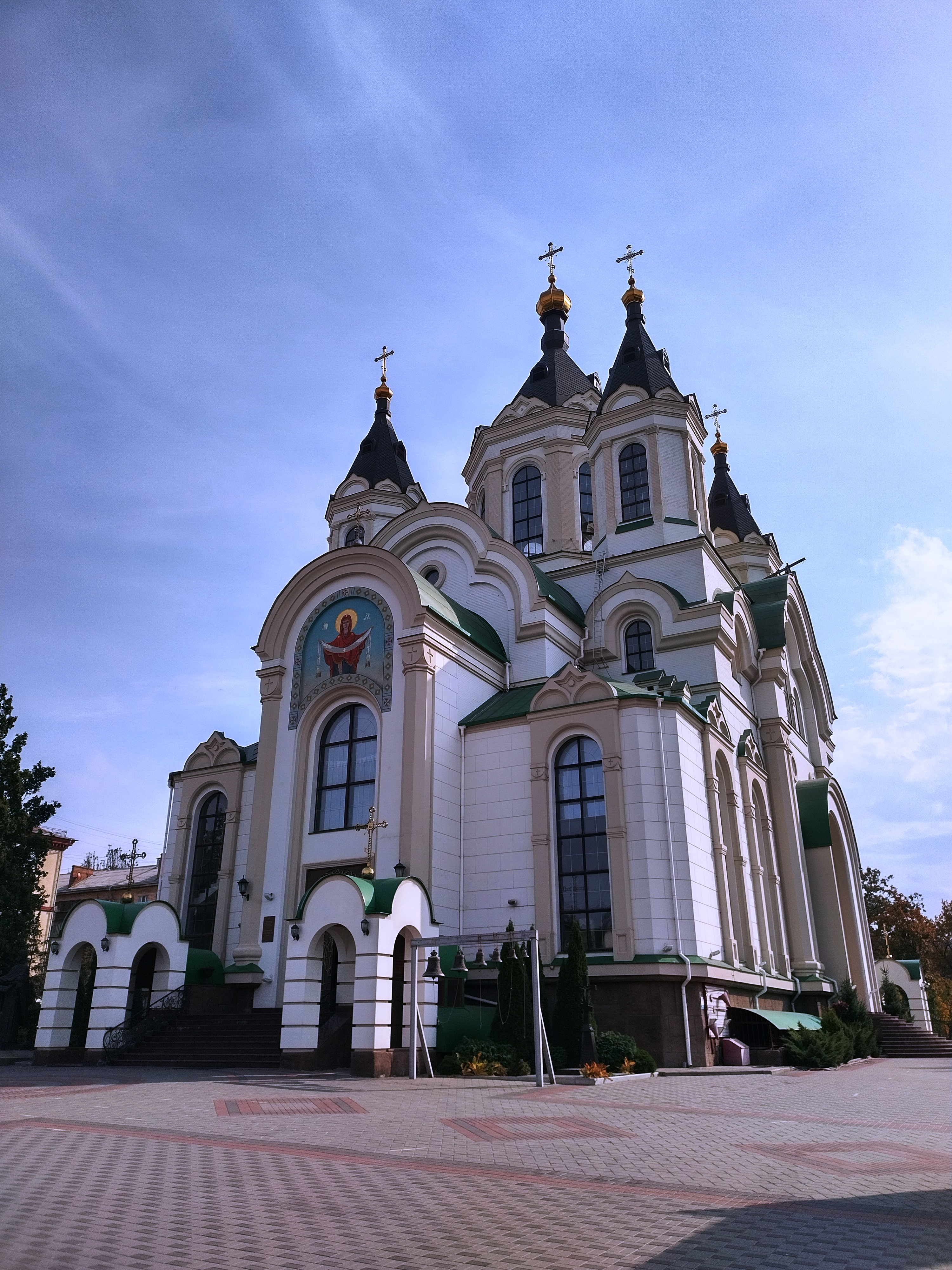
Свято-Покровський кафедральний собор. Запоріжжя
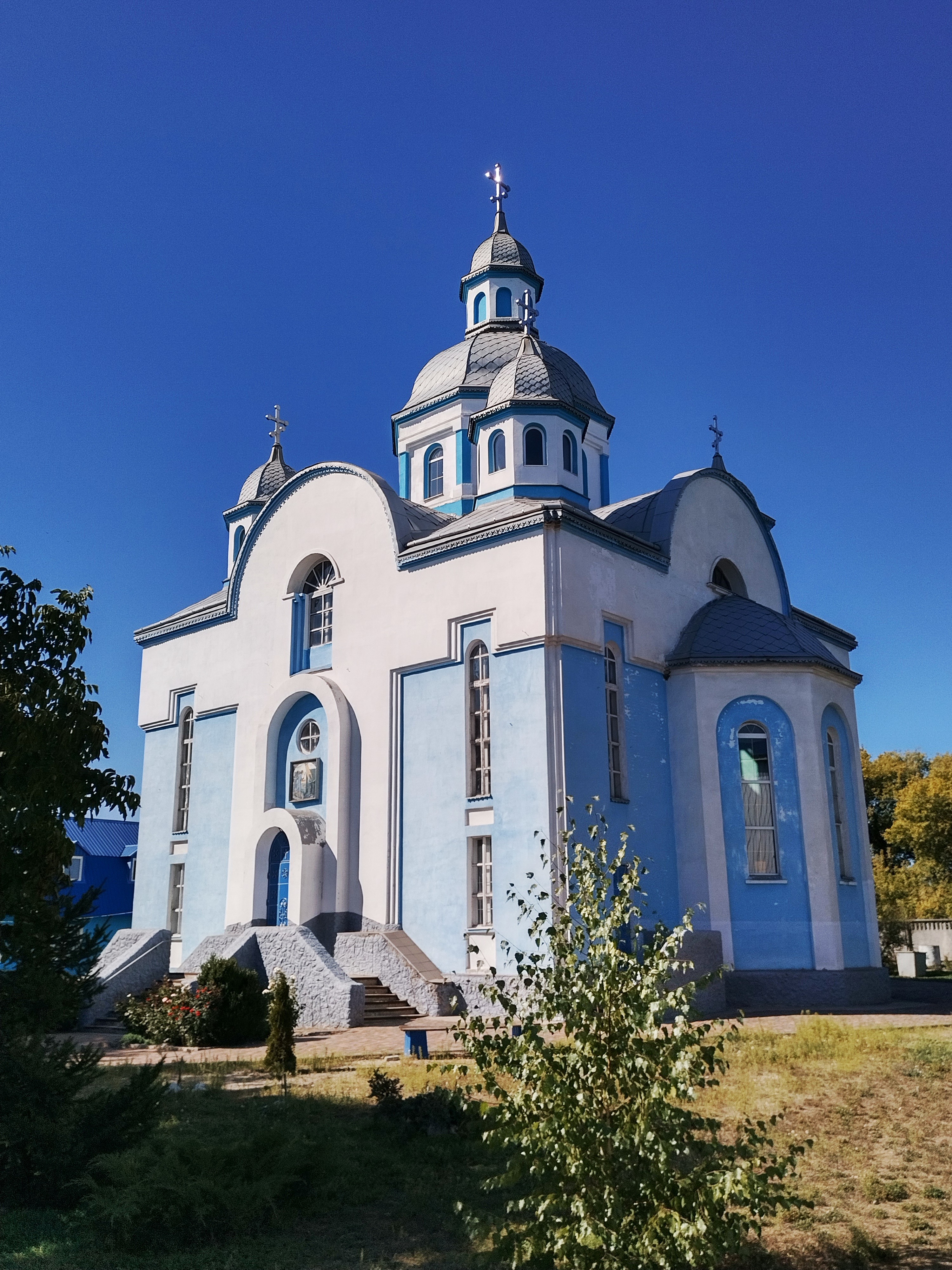
Свято-Покровський храм. П'ятихатки
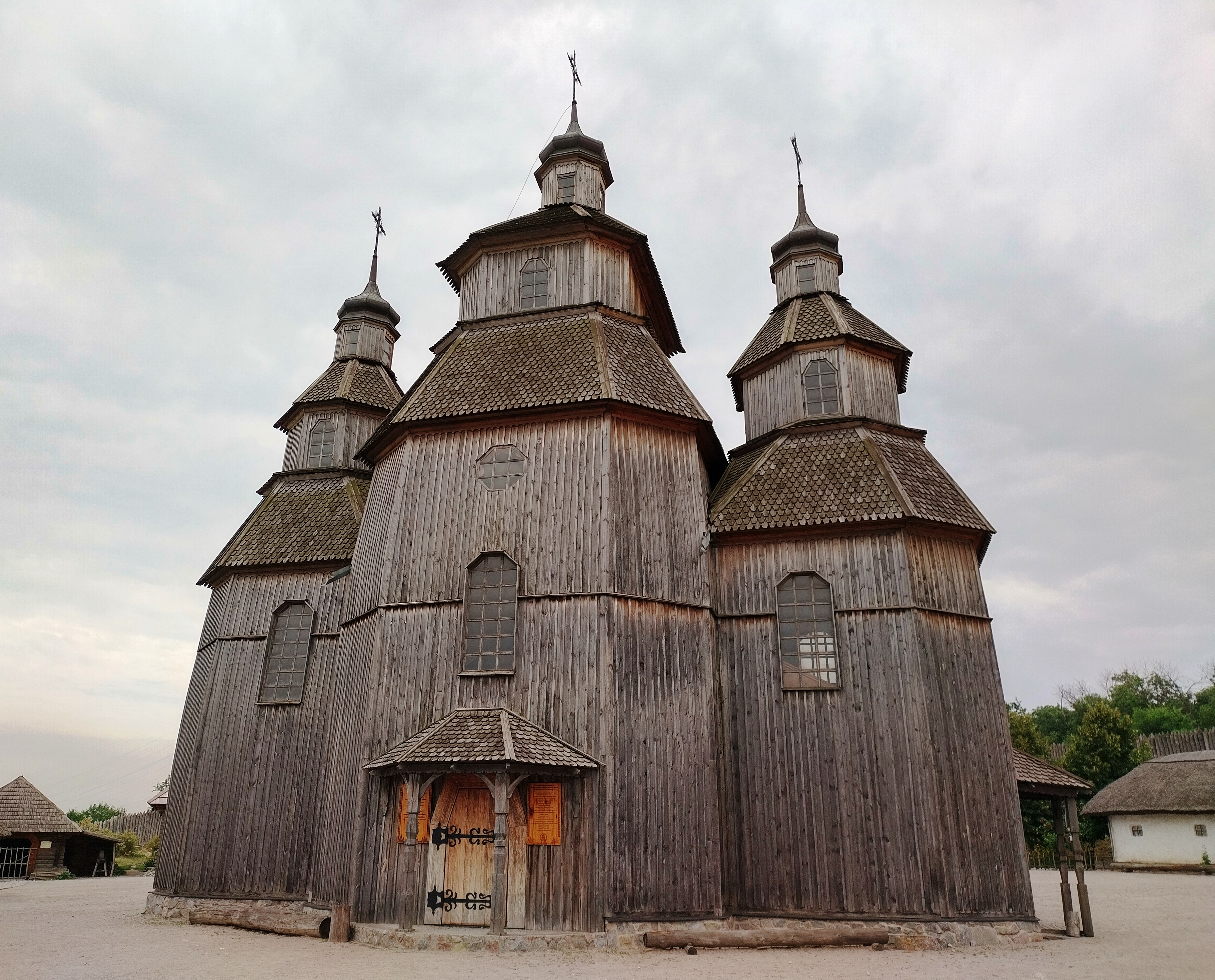
Покровська січова церква. Острів Хортиця